# Мартеница
Мартени́ца (болг. мартеница, мартенка, байница; макед. мартинка, мартинче) — у болгар и македонцев украшение, амулет из шерсти или ниток, которое повязывают в первый день марта, чтобы в течение года быть здоровыми, счастливыми, защищенными от сглаза, порчи, злых духов. Украшения типа мартениц известны другим балканским народам: грекам, албанцам, румынам.
Один из самых почитаемых и древних обычаев на Балканах (у болгар, молдаван, румын, а также южных украинцев, восточных сербов и в греческой Македонии). В Молдавии и Румынии праздник называется Мартеница или Мэрцишор. В этот день близким дарят специальный двухцветный красно-белый амулет, называемый «мартеница». Мартеницы изготавливаются специально ко дню 1 марта, когда по болгарским традициям начинается новый хозяйственный год.
Белый цвет амулета символизирует мужское начало, силу, солнце, потом переосмыслен как цвет девственности и непорочности; красный — цвет крови, женского начала, здоровья, рождения.

## Традиция
Рано утром хозяйки стирают и вывешивают перед домами красные предметы одежды (халаты, пояса, пряжу, коврики, скатерти) которые должны оберегать дом, чтобы в него не могли войти злые силы, люди, нехорошие мысли, болезни и бедность. Когда Баба Марта их увидит, то засмеётся и пригреет солнце!
В других местах хозяйки подвешивают черный котёл на цепи над очагом, чтобы не было головни (болезни) на пшенице и кукурузе. Другое поверие гласит, что пшеничные булочки необходимо испечь, намазать мёдом и раздать по домам, чтобы ублажить болезни, чтобы они не посетили их дом.
Предварительно женщины переплетают красные и белые шерстяные нити — мартеницы, которые прикрепляют на каждого члена семейства. Мартеницы должны быть так переплетены, как невесты заплетаются около женихов. Невесты носят мартеницы справа, а старые девы — слева. Холостяки носят с незавязанными концами ниток, а женатые — завязанные и обрезанные до узла (чтобы не засматривались на других женщин).
Мартеницы защищают человека от сглаза и болезней. Снимают их только когда увидят первого журавля или вешают на плодовое дерево с распустившимися почками или цветами. В некоторых местах мартеницы клали под большой камень и через 9 дней смотрели, что есть под ним. Если найдут там муравьёв, то это значило, что год будет богат на овец, если покрупнее живность (жуки), то удача с разведением коров, в крупном животноводстве. Поэтому в некоторых местах мартеницу звали «гадалушка». В других местах её бросали в реку, чтобы была удача во всех начинаниях, а всё плохое утекало, как вода. 
В некоторых местах первую неделю марта называют «броеницей» (чётки, считаемые дни) — по этим дням гадали о том, какая погода будет в течение года. Распространен и такой обычай: каждый выбирал день между 1 и 22 марта, и от того какая погода будет в тот день определяли, какой год будет у данного человека: солнечный день — успешный год, если хмурый, дождливый — год будет плохой, трудный и т.п. 
Красный цвет в представлении крестьян служил для защиты от болезней, поэтому мартеницы завязывали на запястье детям и беременным, на шею животным и т.п. Белый цвет в мартенице символ долгой жизни. 
Первые мартеницы были только из двух ниток: красной и белой. Но впоследствии их усложнили и украсили. Стали добавлять бусинки, изображать различные фигуры из ниток, появились разнообразные дополнения к ним, например неповторимые куклы «Пижо и Пенда». 
Мартеницы носят как правило на левой стороне груди (а также на запястье, на поясе) весь март или до распускания первых цветов на деревьях. А затем их нужно повязать на фруктовое дерево и загадать желание, которое непременно исполнится. Мартеницы могут быть в виде цветков, человечков из ниток, колокольчиков, но обязательно красно-белые! Дарят их с пожеланиями счастья, любви, удачи во всех делах, как символ наступившей весны, как символ новых надежд. Мартеница может выполнять и роль амулета, если сделана и подарена с душой.
Что означает этот праздник? Вот некоторые из множества легенд.

## Болгарская легенда
Хан Аспарух имел четырёх братьев и одну сестру. Её звали Калина. Аспарух завоевал много земель, на территории которых находится и современная Болгария, а также заложил основы болгарской державности. Братья разъехались в разных направления завоевывать новые земли, а Калина осталась в праболгарской земле, которая сейчас находится на территории России. Аспарух был удачливым полководцем и хорошим «державником», но в сердце всегда сохранял печаль о своей сестре, которая жила где-то далеко.
Однажды утром Аспарух сидел под деревом, на дерево села ласточка, которая спросила: «Что ты такой печальный, господарь?» Аспарух ответил: «Как мне не печалиться? Завоевал я много земель, стал их властелином, но нет никого, кто мог бы донести подарок моей сестре!» Ласточка ответила: «Я знаю твою родину, знаю и твою сестру Калину, а моё гнездо было на доме твоего отца Кубрата». Сказала и улетела. Три дня и ночи ласточка летела без отдыха и села на плечо Калины и рассказала о брате Аспарухе. Очень обрадовалась Калина и решила отправить весточку брату, что жива и здорова. Сорвала самые красивые цветы из своего сада, связала их двумя нитками красного и белого цвета и привязала их к ласточке, которая отправилась тотчас в обратный путь. Через три дня и три ночи ласточка нашла хана, как раз когда он праздновал создание нового государства – Болгарии, рассказала ласточка о сестре Калине и передала несколько цветов, отправленных ему. Очень обрадовался хан и приказал, чтобы все болгары праздновали этот день с цветами, связанными переплетёнными красными и белыми нитками. Тот день выпал как раз на первое марта, а сами подарки были названы «мартеницы». Они являются вспоминанием о первом болгарском хане Аспарухе, а также символизируют окончание зимы и приход весны, жизнь и здоровье!

## Молдавская легенда
Молдаване считают, что красивая традиция дарить мэрцишор рождена этой легендой. 
В первый день марта вышла на опушку леса красавица Весна, огляделась и увидела на прогалинке, в зарослях терновника пробившийся из-под снега первоцвет. Решила она помочь ему и начала расчищать вокруг землю, освобождая его от колючих ветвей. Увидела это Зима и рассвирепела. Взмахнула руками, призвала холодный ветер со снегом, и отправила его уничтожить первоцвет. Слабый цветок поник под жестоким ветром. Наклонилась Весна, прикрыла руками слабый росток и укололась терновником. Из пораненной руки упала капля горячей крови, и цветок ожил. Так Весна победила Зиму. 

## Румынская легенда
По румынской легенде, Солнце спустилось на землю в образе прекрасной девушки. Но злой Змей выкрал и закрыл его в своем дворце. После этого птицы перестали петь, дети забыли, что такое веселье и смех, и весь мир погрузился в печаль. Один смелый юноша решился спасти Солнце. Целый год искал он дворец Змея, а когда нашёл, то вызвал его на бой. Долго они боролись, и в конце концов юноша победил Змея. Он освободил прекрасное Солнце. Оно поднялось на небо и осветило весь мир. Наступила весна, ожила природа, люди вспомнили, что такое радость, но отважный юноша не успел увидеть весну. Его теплая кровь стекала на снег. Упала последняя капля крови, он умер от ран. Там, где снег таял, вырастали белые цветы — подснежники, вестники весны. С той поры в честь освободителя мира от тьмы и грусти люди сплетают два шнурочка с цветочками белого и красного цветов. Красный цвет символизирует любовь к красоте и память о крови погибшего юноши, а белый — здоровье и чистоту подснежника, первого весеннего цветка.